# Рашовица
Ра̀шовица е село в Северозападна България. То се намира в община Берковица, област Монтана.